# Koulga
Koulga est une commune rurale située dans le département de Yamba de la province du Gourma dans la région de l'Est au Burkina Faso.

## Géographie
Koulga est situé à 4 km au Sud-Ouest de Yamba, le chef-lieu du département, et à 5 km à l'Est de Nayouri et de la route nationale 18.

## Santé et éducation
Le centre de soins le plus proche de Koulga est le centre de santé et de promotion sociale (CSPS) de Yamba.